# Norsborg (Stockholms tunnelbana)
Norsborg ist eine oberirdische Endstation der Stockholmer U-Bahn. Sie befindet sich im Stadtteil Norsborg der Gemeinde Botkyrka. Die Station wird von der Röda linjen des Stockholmer U-Bahn-Systems bedient. Sie gehört zu den eher mäßig frequentierten Stationen des U-Bahn-Netzes. An einem normalen Werktag steigen 2.900 Pendler hier zu.
Die Station wurde am 12. Januar 1975 als 78. Station der Tunnelbana in Betrieb genommen, als der Abschnitt der Röda linjen zwischen Fittja und Norsborg eingeweiht wurde. Die Station verfügt über zwei oberirdische Gleise im Einschnitt. Westlich der Station liegen ein Depot sowie ein Bahntunnel. Östlich geht die Bahn nach dem nächsten Haltepunkt Hallunda in die Tiefe und führt ab dort unterirdisch bis in die Innenstadt. Norsborg ist die Endstation der Linie T13 der Röda linjen und westlichste Station des ganzen U-Bahn-Netzes. Bis zum Stockholmer Hauptbahnhof sind es etwa achtzehn Kilometer.